# Ubojstvo u Mezopotamiji
Ubojstvo u Mezoptoamiji (izdan 1936.) je roman Agathe Christie koji prikazuje Poirotove doživljaje u Aziji.

## Radnja
Prateći svoga prijatelja Hastingsa u Irak, na arheološke iskopine, Hercule Poirot dobit će neočekivan zadatak: otkriti ubojicu gospođe Leidner, supruge arheologa dr. Leidnera. Žrtva je primala prijeteća pisma koja su nosila potpis njezina prvog muža, no on je nastradao u nesreći putničkog vlaka. Je li možda preživio nesreću? Nije li se možda njegov mlađi brat osvetio u njegovo ime? Je li se gospođica Johnson željela riješiti suparnice kako bi stekla ljubav svojega šefa? Ili je možda Richard Carey ubio ženu za koju je javno govorio da je mrzi? I koliko će se još smrti dogoditi prije nego što Poirot otkrije ubojicu?

## Ekranizacija
Ekraniziran je u osmoj sezoni (2001.–02.) TV serije Poirot s Davidom Suchetom u glavnoj ulozi.

## Poveznice
- Ubojstvo u Mezopotamiji  Arhivirana inačica izvorne stranice od 14. srpnja 2014. (Wayback Machine) na Agatha-Christie.net, najvećoj domaćoj stranici obožavatelja Agathe Christie